# Francisco Sá
Francisco Pedro Manuel Sá (ur. 25 października 1945 w Las Lomitas) – argentyński piłkarz, grający podczas kariery na pozycji obrońcy.

## Kariera klubowa
Francisco Sá rozpoczął karierę w prowincjonalnym klubie Central Goya w 1965. W 1968 został zawodnikiem pierwszoligowego Huracánu Corrientes. Stamtąd trafił do River Plate. W River Plate Sá nie mógł się przebić do składu i na początku 1971 przeszedł do Independiente Avellaneda w 1971 roku. Z Independiente zdobył mistrzostwo Argentyny w 1971, czterokrotnie Copa Libertadores w 1972, 1973, 1974 i 1975 oraz Puchar Interkontynentalny w 1973. Sá poza drugim meczem w 1972 wystąpił we wszystkich meczach finałowych Copa Libertadores. W latach 1976–1981 występował w innym słynnym klubie z Buenos Aires - Boca Juniors.
Z Boca trzykrotnie zdobył mistrzostwo Argentyny: Metropolitano 1976, Nacional 1977 i Metropolitano 1981. Na arenie międzynarodowej zdobył z Boca Copa Libertadores w 1977 i 1978 oraz Puchar Interkontynentalny w 1977. Sá wystąpił w pierwszym meczu finałowym w 1977, obu meczach finałowych w 1978 oraz w pierwszym meczu o Puchar Interkontynentalny w 1977. Ostatnim klubem w jego karierze była Gimnasia y Esgrima Jujuy w 1982.
Ogółem w latach 1968-1982 rozegrał w lidze argentyńskiej 361 spotkań, w których strzelił 7 bramek.

## Kariera reprezentacyjna
W reprezentacji Argentyny Sá zadebiutował 9 września 1973 w wygranym 4-0 meczu eliminacji MŚ 1974 z Boliwią. Rok później został powołany na mistrzostwa świata. Na mundialu w RFN Sá wystąpił w pięciu meczach z: Polską, Włochami, Haiti, Holandią i Brazylii. Ogółem w barwach albicelestes wystąpił 15 razy.

## Kariera trenerska
Po zakończeniu kariery piłkarskiej Santoro został trenował w Independiente. W 1997 prowadził Oriente Petrolero, z którym zdobył wicemistrzostwo Boliwii w 1997. Obok tego prowadził Argentinos Juniors, Boca Juniors, Independiente oraz honduraską Olimpię Tegucigalpa.